# Al Goldstein
Alvin "Al" Goldstein (10 de enero de 1936 - 19 de diciembre de 2013) fue un editor y pornógrafo estadounidense. Su compañía, Milky Way Productions - dueño de Screw y el programa de larga duración de TV por cable Midnight Blue - se inició en 1968 y se fue a la bancarrota en 2004. Su mansión en Pompano Beach, Florida, con un patio trasero, que tiene una estatua de 11 pies de altura de una mano sacando el dedo medio, fue vendida en junio de 2004 para pagar las deudas.
En 1989, Goldstein publicó un anuncio a página completa donde ofrece $ 1 millón por el asesinato de Ayatollah Khomeini, en respuesta a la fetua de Khomeini contra Salman Rushdie.
En 2002, Goldstein fue declarado culpable de acosar a una exempleada, haciendo cosas tales como la publicación de su número en Screw y alentando a los lectores a llamarla, y fue condenado a 60 días de cárcel. Los cargos fueron apelados y con eventual revocación, pero no antes de que Goldstein estuviera seis días tras las rejas. Como parte de un acuerdo con el fiscal, Goldstein se disculpó por su acción.
Goldstein murió el 19 de diciembre de 2013, de insuficiencia renal en un hogar de ancianos en Cobble Hill, Brooklyn.